# Скоробогатов Дмитро Степанович
Дмитро Степанович Скоробогатов (1862 (1863), Катеринослав — 1938, Дніпропетровськ, на надгробному пам'ятнику подано інші дати життя: 1869-1939) — видатний український та радянський архітектор.

## Біографія
Народився Дмитро Степанович в Катеринославі в старій місцевій родині, давно закоріненій в Україні  - батько Степан Скоробогатов ще 1848 року закінчив Катеринославську класичну хлоп'ячу гімназію.
Дмитро навчався в І-му Катеринославському реальному училищі.  1885 року вирушає до Петербурга, де вступає до Інституту цивільних інженерів. У 1889 році, закінчивши навчання та отримавши академічний знак та звання цивільного інженера, він повертається до Катеринослава та протягом 28 років обіймає посаду міського архітектора в міській управі. В цілому 50 років свого життя Дмитро Степанович присвячує розбудові та благоустрою міста Дніпра (сучасна назва Катеринослава).
Майже від дня народження до 1914 року Д. С. Скоробогатов жив у старому батьківському будинку по Центральному скверу (вул. Центральна, 14).
Прах його перенесено з попереднього місця поховання на Запорізький цвинтар у м. Дніпро. Поряд - могила його дружини Ольги Матвіївни (уроджена Остроухова, 1857-1947).

## Напрямки роботи
Спочатку робота Скоробогатова була пов'язана з проєктуванням брукування вулиць, цегляних та залізобетонних підземних колекторів — водостоків, проєктуванням трамвайних депо та пожежної частини. Проведення перших трамвайних колій також здійснювалося під його керівництвом.
Трамвайне депо, пожежна частина, цегляні бійні мають спільні риси, бо форму архітектор підлаштовував під особливості матеріалу, що спостерігається в споруджених ним будинках: артилерійських казармах, Управління військового начальника, в казармах Феодосійського полку (1908—1909).
Більшість робіт Скоробогатова — більш строгі та лаконічні, з деякими елементами класики та з використанням силікатної цегли. До них належать 2-а чоловіча гімназія по Пушкінському проспекту (СШ № 12), 2-е реальне училище — також по проспекту Пушкіна (1910), 2-га жіноча гімназія по вулиці Старокозацькій (1910) тощо.
У радянські часи 1917—1938 рр. Д. С. Скоробогатов працював в Міськкомунгоспі. За цей час зведено декілька будівель: в 1923—1925 рр. — виконком Амур-Нижньодніпровської райради по вул. Каруни, в 1924—1925 рр. — житловий будинок на розі вулиць Караваєвської та Алтайської на Чечепівці, декілька шкіл у різних районах міста.

## Головні архітектурні проєкти містаКатеринослава
- 1889—1891  — куратор будівництва Реального училища на Катерининському проспекті (нині Дмитра Яворницького, 36). (Перебудовано).
- 1890-ті — перебудував власний будинок на Центральній вулиці, 14.
- 1897—1899 — міські казарми на Олександро-Невській площі (пр. Пушкіна, 36) і Пороховій (Кавалерійська). (Не збереглися).
- 1898 — будинок Пчолкіна на Успенській площі, 5.
- 1901  — проєкт будинку міської управи на Катерининському проспекті (Яворницького, 47).
- 1901  — перший будинок комерційного училища на Тюремній площі (Старокозача, 52 а).
- 1902  — новий корпус Маріїнської гімназії на Троїцькій вулиці (Троїцька площа, 1, перебудований).
- 1903 —1907  — проєкт і спорудження І-го Озерного торгівельного ряду.
- 1904—1905  — проєкт будівель міського трамвайного депо на Брянському майдані (пр. С. Нігояна).
- 1904—1905  — проєкт будинку Комерційного училища на Тюремному майдані (пр. Ол. Поля, 2; перебудований).
- 1905—1906  — проєкт будинків Кодацької насосної станції нового міського водогону.
- 1906  — казарми кулеметної роти Сімферопольського полку на Казарменій площі (вул. Героїв Крут).
- 1908—1909  — проєкт казарми Феодосійського полку на Лагерній вулиці (пр. Гагаріна, 26).
- 1908  — проєкт І-ї жіночої міської гімназії на Поліцейській вулиці (3-й корпус політехніки).
- 1908  — проєкт Міського театру (не реалізований).
- кінець 1900-х  — проєкт казарми 34-ї артилерійської бригади на вул. Коротка (Надії Алексєєнко, 42).
- 1909—1913  — проєкт комплексу громадських будівель на землі Алексєєнко на пр. Пушкіна, 26 та Короткій (Надії Алексєєнко, 20).
- 1910  — проєкт Скетинг-рингу у міському саду (не зберігся).
- 1910  — перебудував будинок Офіцерського зібрання Перекопського полку під Губернське військове присутствіє на Пушкінському проспекті, 61.
- 1910 —1911  — проєкт ІІІ-ї Міської жіночої гімназії на вул. Московській, 6
- 1911  — проєкт Міського ломбарду на Базарній (Святослава Хороброго, 27).
- 1912  — проєкт 2-го Міського шестикласного училища на Олександро-Невській площі (пр. Пушкіна, 75).
- 1912  — проєкт будинків міських початкових училищ на Успенській площі (Дем'яна Бідного, 5), Сінній площі (Свєтлова, 1) Польовій (пр. Ол. Поля, 37) та ряді інших.
- 1912  — проєкт Міського пасажу на Центральній (не реалізований).
- 1912 — 1913  — нові корпуси міської Олександрівської лікарні (на території обласної клінічної лікарні  ім. Мечнікова; частково збереглися).
- 1913  — штаб 34-ї піхотної дивізії на Казарменій площі (вул. Героїв Крут, 16).
- 1914  — проєкт розширення міської управи (не реалізований).
- 1914  — проєкт будинку Міського банку на вулиці Центральній (не реалізовано).
- 1915  — проєкт реконструкції Управління повітового військового начальника.
- 1925  — житловий будинок на розі вул. Алтайської та Караваєва. Проєкт виконаний у конструктивістському стилі.[2]

## Галерея

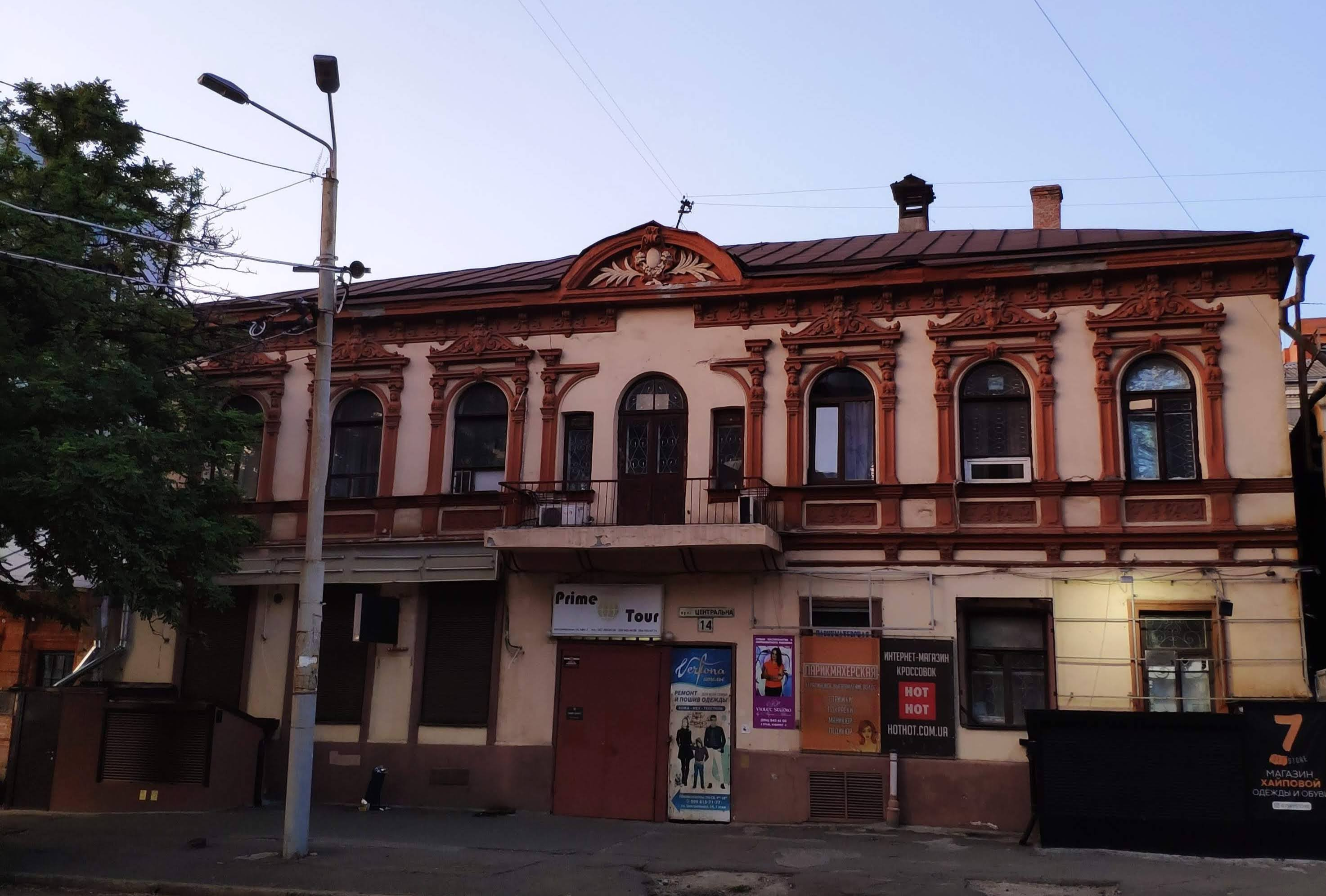
Власний будинок Скоробогатова на Центральній, 14
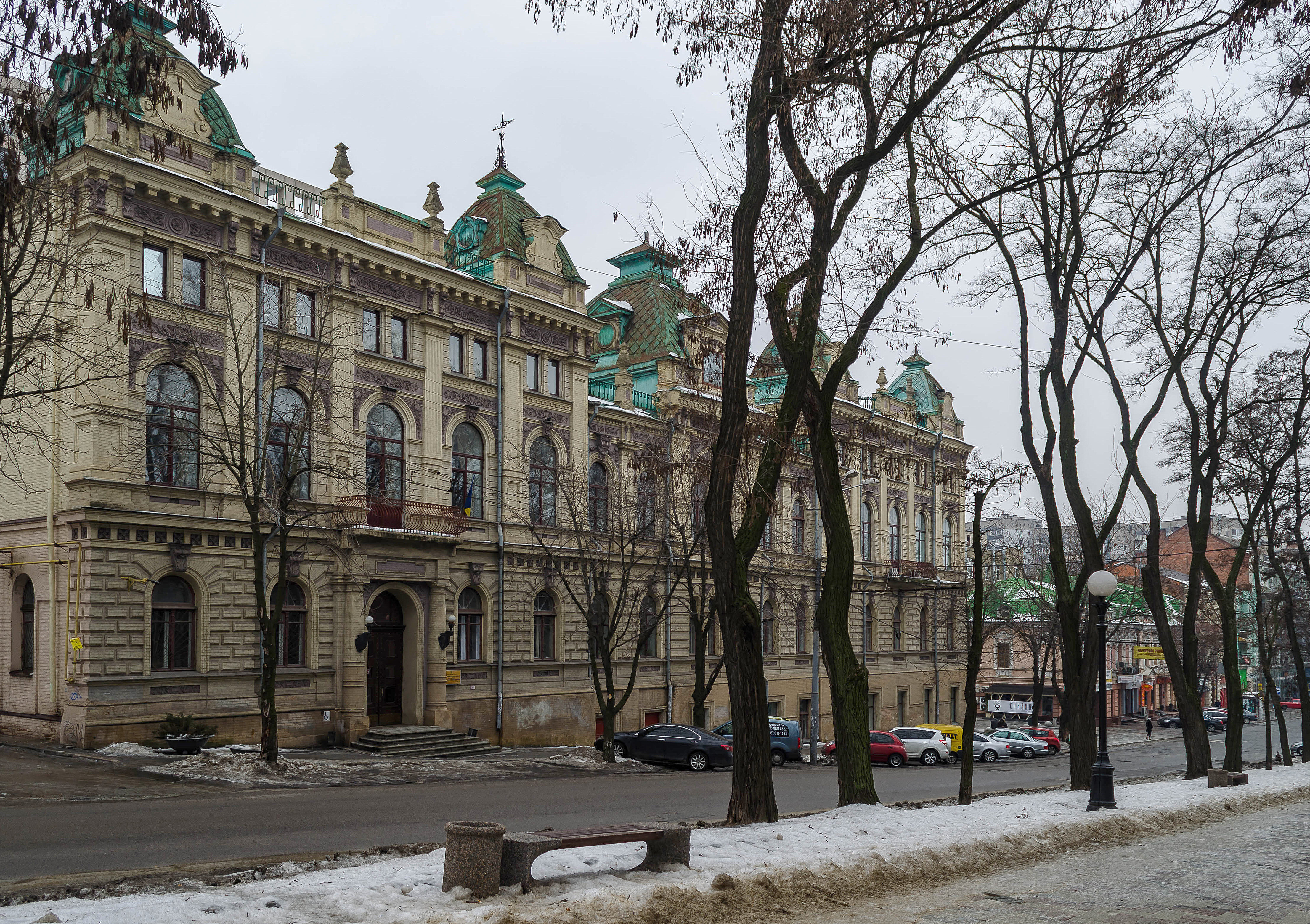
Будинок міської управи
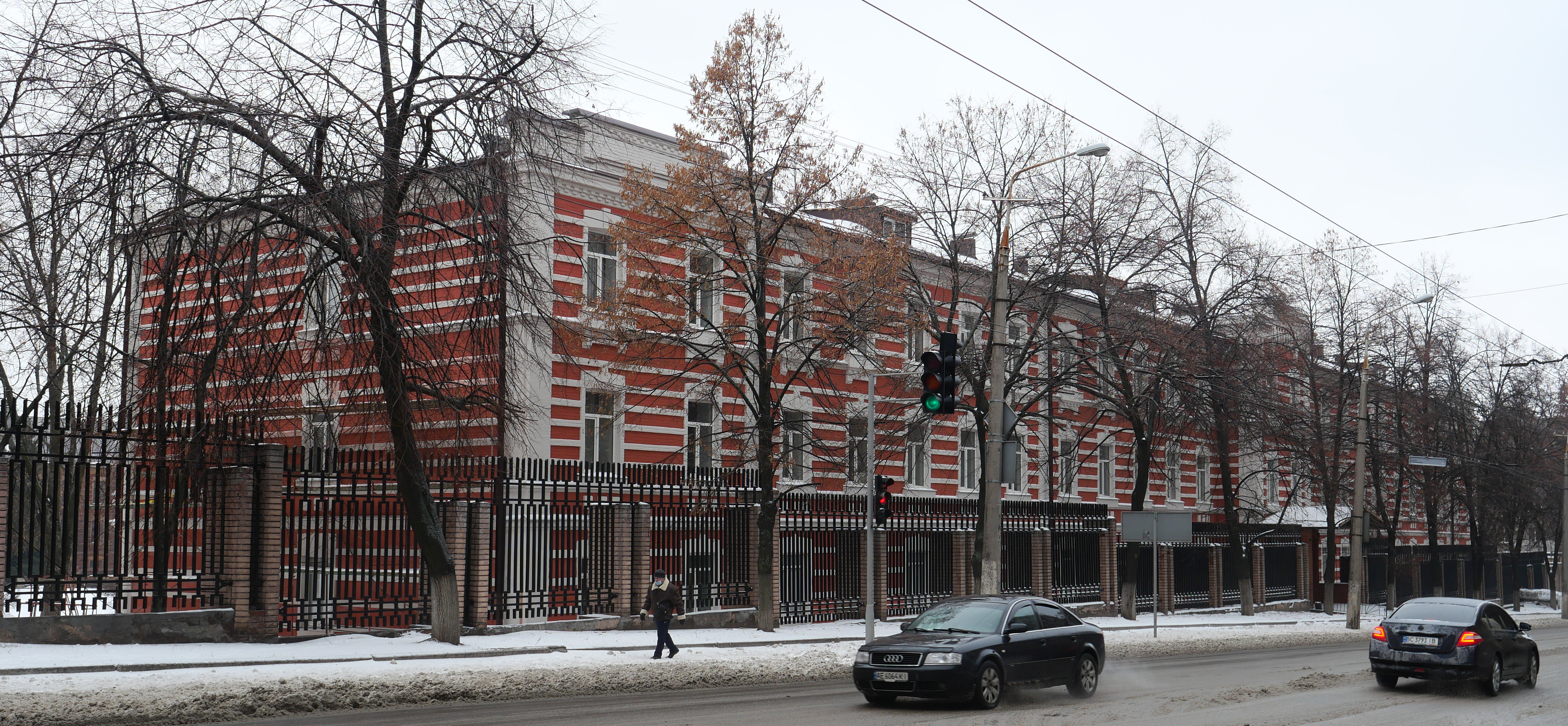
Казарми Феодосійського полку
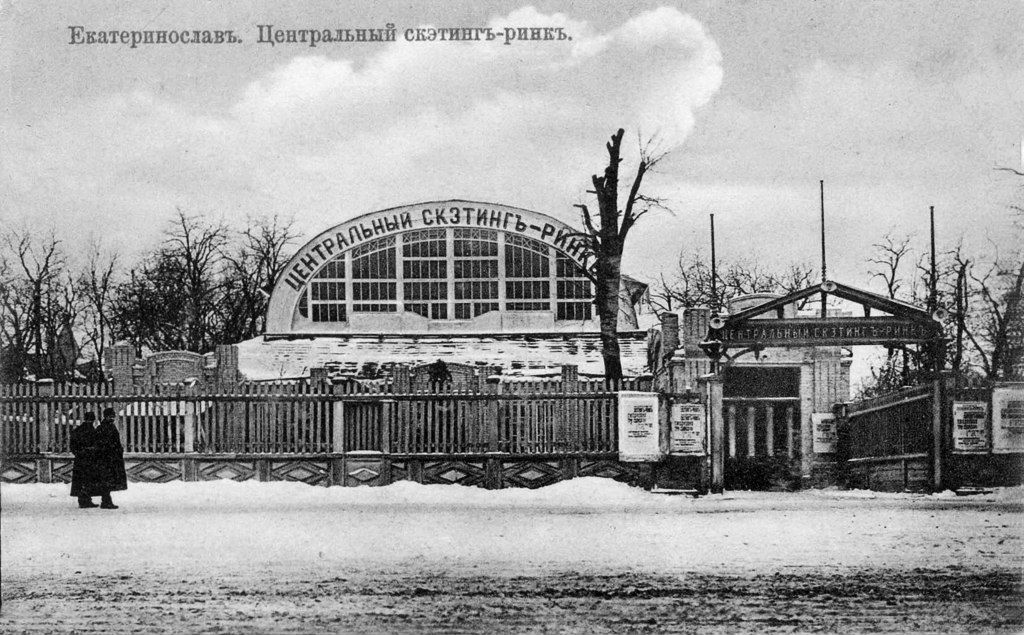
Скетінг рінк

## Сучасність
28 квітня (рік?) на будівлі Дніпровського училища культури (колишня міська дума) в рамках проєкту «Пам'ять: події та персоналії», створеного Інститутом україніки за підтримки Благодійного фонду Олексія Лазька, встановили меморіальну дошку Дмитру Скоробогатову.